# Vitesse in het seizoen 1941/42
| Tweede klasse C Oost |     |
| -------------------- | --- |
| Wedstrijden          | 18  |
| Gewonnen             | 13  |
| Gelijk               | 1   |
| Verloren             | 4   |
| Thuis                | 9   |
| Uit                  | 9   |
| Doelsaldo            | +38 |
| voor                 | 60  |
| tegen                | 22  |
| ‘De Nul’             | 5   |

Vitesse speelde in het seizoen 1941/1942 competitiewedstrijden in de Tweede klasse C Oost. Er was dit seizoen geen bekertoernooi.

## Samenvatting
De Vitesse-selectie stond in het seizoen 1941/'42 onder leiding van trainers Gerrit Horsten en Ben Tap.
Tijdens de bezetting werd er in het seizoen 1941/'42 een normaal competitieprogramma gespeeld, maar geen bekertoernooi. In de competitie behaalde Vitesse de tweede plaats in de Tweede klasse C Oost met 27 punten uit 18 wedstrijden. Vitesse maakte gedurende het seizoen lang kans op het kampioenschap, maar in een rechtstreeks duel op 19 april 1942 werd de strijd gewonnen door VV Rheden.
Op 19 oktober 1941 scoorde Nico Westdijk negen doelpunten in één competitiewedstrijd; dit is een clubrecord.
In mei 1942 vierde Vitesse haar 50-jarig bestaan met diverse plechtigheden, waarbij op 17 mei de elftallen in een defilé in V-vorm aantreden.
Dit defilé was 70 jaar later in het seizoen 2011/'12 nog inspiratie voor de campagne "V voor Vitesse".
Er werd daarnaast een erewedstrijd georganiseerd tegen Ajax waarbij Just Göbel de aftrap mocht verrichten; tot de 80e minuut was de stand 2-2, daarna scoorde de tegenstander nog driemaal binnen vijf minuten.

## Selectie en statistieken
Legenda
| - W Wedstrijden - Doelpunten | - B Basisplaatsen - In Wissels In - Uit Wissels Uit |

| Nat.               | Spelersnaam            | Tweede klasse C Oost | Tweede klasse C Oost | Tweede klasse C Oost | Tweede klasse C Oost | Tweede klasse C Oost |
| Nat.               | Spelersnaam            | W                    | Doelpunt(en)         | B                    | In                   | Uit                  |
| ------------------ | ---------------------- | -------------------- | -------------------- | -------------------- | -------------------- | -------------------- |
| Vlag van Nederland | Leo van Asselt         | 1                    | 0                    | 1                    | 0                    | 0                    |
| Vlag van Nederland | Piet van Asselt        | 17                   | 0                    | 17                   | 0                    | 2                    |
| Vlag van Nederland | Richard Budel          | 3                    | 1                    | 3                    | 0                    | 0                    |
| Vlag van Nederland | A.A. Dobbe             | 3                    | 1                    | 3                    | 0                    | 0                    |
| Vlag van Nederland | Jef Dorpmans           | 9                    | 6                    | 9                    | 0                    | 0                    |
| Vlag van Nederland | Johan Haselhorst       | 4                    | 0                    | 4                    | 0                    | 1                    |
| Vlag van Nederland | Jaap Hielkema          | 5                    | 3                    | 5                    | 0                    | 0                    |
| Vlag van Nederland | Jan Hummeling          | 17                   | 17                   | 17                   | 0                    | 0                    |
| Vlag van Nederland | John Iking             | 18                   | 0                    | 18                   | 0                    | 0                    |
| Vlag van Nederland | Coen de Jong           | 13                   | 4                    | 13                   | 0                    | 0                    |
| Vlag van Nederland | Bertus de Kat Angelino | 15                   | 4                    | 15                   | 0                    | 0                    |
| Vlag van Nederland | Eric Klever            | 3                    | 0                    | 3                    | 0                    | 0                    |
| Vlag van Nederland | Kees Meeuwsen          | 18                   | 0                    | 18                   | 0                    | 0                    |
| Vlag van Nederland | Rein van de Mey        | 16                   | 0                    | 16                   | 0                    | 0                    |
| Vlag van Nederland | Jan Reyers             | 1                    | 0                    | 0                    | 1                    | 0                    |
| Vlag van Nederland | Johan Ricken           | 18                   | 1                    | 18                   | 0                    | 0                    |
| Vlag van Nederland | Adri Schlüter          | 2                    | 0                    | 2                    | 0                    | 0                    |
| Vlag van Nederland | Joop Snelders          | 16                   | 0                    | 15                   | 1                    | 0                    |
| Vlag van Nederland | Getti Tiedtke          | 3                    | 1                    | 3                    | 0                    | 0                    |
| Vlag van Nederland | Nico Westdijk          | 17                   | 21                   | 17                   | 0                    | 0                    |
| Vlag van Nederland | Jan Zonnenberg         | 2                    | 0                    | 1                    | 1                    | 0                    |
| Totaal             | Totaal                 | 18                   | 60                   | 198                  | 3                    | 3                    |
| Nat.               | Spelersnaam            | W                    | Doelpunt(en)         | B                    | In                   | Uit                  |
| Nat.               | Spelersnaam            | Tweede klasse C Oost |                      |                      |                      |                      |

### Topscorers
Tweede klasse C Oost:
| Nr.                         | Naam                        | Doelpunt(en) |
| --------------------------- | --------------------------- | ------------ |
| 1                           | Nico Westdijk               | 21           |
| 2                           | Jan Hummeling               | 17           |
| 3                           | Jef Dorpmans                | 6            |
| 4                           | Coen de Jong                | 4            |
| 4                           | Bertus de Kat Angelino      | 4            |
| 6                           | Jaap Hielkema               | 3            |
| 7                           | Richard Budel               | 1            |
| 7                           | A.A. Dobbe                  | 1            |
| 7                           | Johan Ricken                | 1            |
| 7                           | Getti Tiedtke               | 1            |
| Eigen doelpunt tegenstander | Eigen doelpunt tegenstander | 2            |
| Totaal                      | Totaal                      | 60           |

## Wedstrijden
Bron: Vitesse Statistieken
| Legenda    |
| ---------- |
| Winst      |
| Gelijkspel |
| Verlies    |

### Tweede klasse C Oost
| Datum             | Thuis         | Uitslag    | Uit           | Doelpuntenmakers Vitesse                                                                           | Bijzonderheden |
| ----------------- | ------------- | ---------- | ------------- | -------------------------------------------------------------------------------------------------- | -------------- |
| 21 september 1941 | Vitesse       | 0-1 (0-1)  | TEC Tiel      | (-)                                                                                                |                |
| 28 september 1941 | VV Aalten     | 0-2 (0-1)  | Vitesse       | Hummeling (0-1), ? (e.d.; 0-2)                                                                     |                |
| 5 oktober 1941    | Vitesse       | 0-2 (0-0)  | VV Doetinchem | (-)                                                                                                |                |
| 12 oktober 1941   | SCH           | 3-4 (1-4)  | Vitesse       | Hummeling (2x; 1-3, 1-4), De Kat Angelino (1-1), Hielkema (1-2)                                    |                |
| 19 oktober 1941   | Vitesse       | 11-0 (4-0) | De Treffers   | Westdijk (9x; 1-0, 2-0, 3-0, 5-0, 6-0, 8-0, 9-0, 10-0, 11-0), Tiedtke (4-0), De Kat Angelino (7-0) |                |
| 26 oktober 1941   | VV Veenendaal | 0-3 (0-1)  | Vitesse       | Westdijk (0-1), De Kat Angelino (0-2), De Jong (0-3)                                               |                |
| 2 november 1941   | Vitesse       | 3-1 (1-0)  | DVSE          | Dobbe (1-0), De Jong (2-0), Hielkema (3-1)                                                         |                |
| 9 november 1941   | Vitesse       | 1-2 (1-0)  | VV Rheden     | Hielkema (1-0)                                                                                     |                |
| 16 november 1941  | Theole        | 2-2 (0-1)  | Vitesse       | Hummeling (0-1), Westdijk (0-2)                                                                    |                |
| 30 november 1941  | TEC Tiel      | 0-4 (0-1)  | Vitesse       | Westdijk (0-1), De Kat Angelino (0-2), Dorpmans (0-3), Hummeling (0-4)                             |                |
| 14 december 1941  | VV Doetinchem | 2-3 (1-0)  | Vitesse       | Dorpmans (1-1), De Jong (2-2), Westdijk (2-3)                                                      |                |
| 28 december 1941  | Vitesse       | 14-1 (4-1) | VV Aalten     | Hummeling (6x; 4-1, ?), Westdijk (3x; 1-0, 3-0, ?), Dorpmans (3x; 2-0, ?), De Jong, Ricken (13-1)  |                |
| 22 maart 1942     | Vitesse       | 5-3 (2-2)  | SCH           | Hummeling (2x; 1-1, 5-2), Westdijk (2x; 2-2, 3-2), ? (e.d.; 4-2)                                   |                |
| 29 maart 1942     | De Treffers   | 1-4 (1-1)  | Vitesse       | Hummeling (2x; 0-1, 1-2), Westdijk (1-3), Dorpmans (1-4)                                           |                |
| 5 april 1942      | Vitesse       | 2-1 (1-1)  | VV Veenendaal | Hummeling (2x; 1-1, 2-1)                                                                           |                |
| 12 april 1942     | DVSE          | 0-1 (0-0)  | Vitesse       | Westdijk (0-1)                                                                                     |                |
| 19 april 1942     | VV Rheden     | 2-0 (1-0)  | Vitesse       | (-)                                                                                                |                |
| 26 april 1942     | Vitesse       | 2-1 (2-0)  | Theole        | Budel (1-0), Westdijk (2-0)                                                                        |                |

### Oefenwedstrijden
| Datum             | Thuis   | Uitslag   | Uit            | Doelpuntenmakers Vitesse                                 | Bijzonderheden                                             |
| ----------------- | ------- | --------- | -------------- | -------------------------------------------------------- | ---------------------------------------------------------- |
| 1 september 1941  | NEC     | 9-2 (5-1) | Vitesse        | Westdijk (5-1), Meeuwsen (6-2)                           |                                                            |
| 7 september 1941  | Vitesse | 1-2 (0-0) | VSV            | Klever (1-0)                                             |                                                            |
| 14 september 1941 | Vitesse | 0-5 (0-2) | SC Neptunus    | (-)                                                      |                                                            |
| 4 januari 1942    | Vitesse | 4-3 (1-1) | SC Enschede    | Dorpmans (2x; 2-1, 3-2), Westdijk (1-0), Hummeling (4-2) |                                                            |
| 3 mei 1942        | Vitesse | 4-5 (1-2) | WVV Wageningen | ?                                                        |                                                            |
| 10 mei 1942       | VVA     | 1-2 (0-2) | Vitesse        | ?                                                        |                                                            |
| 17 mei 1942       | Vitesse | 2-5 (2-1) | Ajax           | Westdijk (1-1), Dorpmans (2-1)                           | Wedstrijd ter ere van het vijftigjarig bestaan van Vitesse |
| 25 mei 1942       | Vitesse | 4-3 (4-2) | PSV            | Westdijk (2x; 2-1, 3-1), Meeuwsen (1-1), Ricken (4-1)    |                                                            |

## Eindstand Tweede klasse C Oost 1941/'42
Bron: Arjan Molenaar & Rien Bor, 111 jaar Vitesse: De sportieve geschiedenis van Vitesse 1892-2003, Arnhem, 2003. ISBN 90-9017300-5
| Pos. | Club          | GS | W  | G | V  | Pnt. | DS          |
| ---- | ------------- | -- | -- | - | -- | ---- | ----------- |
| 1    | VV Rheden     | 18 | 13 | 3 | 2  | 29   | +42 (65-23) |
| 2    | Vitesse       | 18 | 13 | 1 | 4  | 27   | +38 (61-22) |
| 3    | Theole        | 18 | 9  | 7 | 2  | 25   | +13 (42-29) |
| 4    | SCH           | 18 | 9  | 1 | 8  | 19   | +12 (52-40) |
| 5    | DVSE          | 18 | 6  | 6 | 6  | 18   | −8 (38-46)  |
| 6    | VV Doetinchem | 18 | 9  | 0 | 9  | 18   | +0 (48-48)  |
| 7    | VV Veenendaal | 18 | 7  | 3 | 8  | 17   | +5 (41-36)  |
| 8    | TEC Tiel      | 18 | 5  | 4 | 9  | 14   | −10 (39-49) |
| 9    | De Treffers   | 18 | 3  | 1 | 14 | 7    | −38 (24-62) |
| 10   | VV Aalten     | 18 | 2  | 2 | 14 | 6    | −55 (29-84) |

N.B. de bovenstaande tabel bevat minimaal één kleine fout, aangezien het gezamenlijke doelsaldo van de clubs niet op nul uitkomt.